# Dub Taylor
Walter Clarence Taylor, detto Dub (Richmond, 26 febbraio 1907 – Los Angeles, 3 ottobre 1994), è stato un attore statunitense.

## Biografia
Attivo soprattutto in western e commedie dagli anni '40 agli anni '90, era il padre dell'attore Buck Taylor.
Terzo dei cinque figli di Walter C. Taylor Sr. e Minnie Edna McNaughton, secondo il censimento federale del 1920, aveva due sorelle maggiori, Minnie Margaret e Maud, un fratello minore di nome George, e una sorella, Edna Fay.
La famiglia si trasferì ad Augusta, in Georgia, intorno al 1912, quando Walter aveva cinque anni, e visse lì fino all'età di 13 anni. La madre Minnie era originaria della Pennsylvania; e suo padre, che a quel tempo lavorava ad Augusta come mediatore di cotone, era del North Carolina. Mentre era in Georgia da ragazzo, Walter Jr. ottenne il soprannome di una vita quando i suoi amici iniziarono a chiamarlo "W", poi lo accorciarono ulteriormente in "Dub".
Attore di vaudeville, Taylor fece il suo debutto cinematografico nel 1938 nel ruolo di Ed Carmichael nella commedia L'eterna illusione di Frank Capra. Ottenne la parte perché il ruolo richiedeva un attore che sapesse suonare lo xilofono. Durante gli anni '50 e l'inizio degli anni '60, usò le sue abilità con lo xilofono in diversi programmi televisivi, tra cui la serie Ranch Party.
Nel 1939 apparve nel film Taming of the West, dove creò il personaggio di Cannonball, ruolo che interpretò per i successivi 10 anni in oltre 50 film. Cannonball fu la spalla comica dell'attore Wild Bill Elliott in 13 film. Interpretò il personaggio in altri western al fianco di Charles Starrett, Russell Hayden, Tex Ritter e Jimmy Wakely. Taylor in seguito abbandonò il personaggio di Cannonball perché gli precludeva ruoli in film con budget maggiori.
Nel film Mandato di cattura (1954) Taylor interpretò il ruolo non accreditato del gangster Miller Starkie, che viene ucciso nella scena di apertura. Ebbe un piccolo ruolo di ladro di cavalli nella pellicola della Disney L'ultima battaglia del generale Custer (1958) e nello stesso anno apparve in Tempi duri per i sergenti, come rappresentante del comitato di leva che convoca Will Stockdale (Andy Griffith) dalla sua casa di campagna in Georgia all'Air Force degli Stati Uniti.
Taylor interpretò Houston Lamb in quattro episodi della serie La casa nella prateria (dal 1979 al 1981). Fece un'apparizione nell'episodio 17 della quarta stagione de I Robinson. Apparve in Ritorno al futuro - Parte III (1990), con veterani dello schermo come Pat Buttram e Harry Carey Jr.. L'ultimo ruolo cinematografico di Taylor fu in Maverick (1994) e, sebbene fosse solo una fugace apparizione come cameriere, il suo nome fu accreditato nei titoli di testa del film.
Taylor morì d'infarto il 3 ottobre 1994 a Los Angeles, a 87 anni. Fu cremato e le sue ceneri disperse vicino a Westlake Village, in California.

## Vita privata
Taylor sposò Florence Gertrude Heffernan (1906-1987), dalla quale ebbe due figli, Buck Taylor e Faydean Taylor Tharp.

## Filmografia parziale

### Cinema
- L'eterna illusione (You Can't Take It with You), regia di Frank Capra (1938)
- Girandola (Carefree), regia di Mark Sandrich (1938)
- Taming of the West, regia di Norman Deming (1939)
- Mr. Smith va a Washington (Mr. Smith Goes to Washington), regia di Frank Capra (1939)
- Mandato di cattura (Dragnet), regia di Jack Webb (1954)
- L'ultima battaglia del generale Custer (Tonka), regia di Lewis R. Foster (1958)
- Un uomo da vendere (A Hole in the Head), regia di Frank Capra (1959)
- Vento caldo (Parrish), regia di Delmer Daves (1961)
- La dolce ala della giovinezza (Sweet Bird of Youth), regia di Richard Brooks (1962)
- L'impero dell'odio (Black Gold), regia di Leslie H. Martinson (1963)
- Quella nostra estate (Spencer's Mountain), regia di Delmer Daves (1963)
- Sierra Charriba (Major Dundee), regia di Sam Peckinpah (1965)
- La carovana dell'alleluia (The Hallelujah Trail), regia di John Sturges (1965)
- Cincinnati Kid (The Cincinnati Kid), regia di Norman Jewison (1965)
- Piano, piano non t'agitare! (Don't Make Waves), regia di Alexander Mackendrick (1967)
- Gangster Story (Bonnie and Clyde), regia di Arthur Penn (1967)
- Bandolero!, regia di Andrew V. McLaglen (1968)
- Ultima notte a Cottonwood (Death of a Gunfighter), regia di Alan Smithee (1969)
- Il mucchio selvaggio (The Wild Bunch), regia di Sam Peckinpah (1969)
- Ragazzo la tua pelle scotta (The Learning Tree), regia di Gordon Parks (1969)
- I due invincibili (The Undefeated), regia di Andrew V. McLaglen (1969)
- Boon il saccheggiatore (The Reivers), regia di Mark Rydell (1969)
- Tick... tick... tick... esplode la violenza (...tick...tick...tick...), regia di Ralph Nelson (1970)
- Un uomo chiamato Cavallo (A Man Called Horse), regia di Elliot Silverstein (1970)
- Wyoming, terra selvaggia (The Wild Country), regia di Robert Totten (1970)
- L'infallibile pistolero strabico (Support Your Local Gunfighter), regia di Burt Kennedy (1971)
- Evel Knievel, regia di Marvin J. Chomsky (1971)
- L'ultimo buscadero (Junior Bonner), regia di Sam Peckinpah (1972)
- Getaway! (The Getaway), regia di Sam Peckinpah (1972)
- Tom Sawyer, regia di Don Taylor (1973)
- Pat Garrett e Billy Kid (Pat Garrett and Billy the Kid), regia di Sam Peckinpah (1973)
- Una calibro 20 per lo specialista (Thunderbolt and Lightfoot), regia di Michael Cimino (1974)
- Due uomini e una dote (The Fortune), regia di Mike Nichols (1975)
- Gimkana pazza (Flash and the Firecat), regia di Ferd Sebastian e Beverly Sebastian (1975)
- Ballata macabra (Burnt Offerings), regia di Dan Curtis (1976)
- L'ultima frontiera (The Great Smokey Roadblock/The Last of the Cowboys), regia di John Leone (1977)
- Sciacalli si muore (Moonshine County Express), regia di Gus Trikonis (1977)
- 1941 - Allarme a Hollywood (1941), regia di Steven Spielberg (1979)
- La fantastica sfida (Used Cars), regia di Robert Zemeckis (1980)
- La corsa più pazza d'America n. 2 (Cannonball Run II), regia di Hal Needham (1984)
- Tempi migliori (The Best of Times), regia di Roger Spottiswoode (1986)
- Ritorno al futuro - Parte III (Back to the Future Part III), regia di Robert Zemeckis (1990)
- Maverick, regia di Richard Donner (1994)

### Televisione
- 26 Men – serie TV, episodio 2x05 (1958)
- Flight – serie TV, episodio 1x32 (1958)
- Wichita Town – serie TV, episodio 1x26 (1960)
- Michael Shayne – serie TV episodio 1x18 (1961)
- Surfside 6 – serie TV, episodio 2x08 (1961)
- Outlaws – serie TV, episodio 2x21 (1962)
- Ai confini della realtà (The Twilight Zone) – serie TV, episodio 3x23 (1962)
- Ensign O'Toole – serie TV, episodio 1x15 (1962)
- The Dick Powell Show – serie TV, episodio 2x16 (1963)
- Indirizzo permanente (77 Sunset Strip) – serie TV, episodi 5x21-5x34 (1963)
- La legge del Far West (Temple Houston) – serie TV, episodio 1x08 (1963)
- La legge di Burke (Burke's Law) – serie TV, episodio 2x08 (1964)
- Selvaggio west (The Wild Wild West) – serie TV, episodi 1x05-3x15 (1965-1967)
- Il virginiano (The Virginian) – serie TV, 2 episodi (1965-1967)
- Cimarron Strip – serie TV, episodio 1x23 (1968)
- Lancer – serie TV, 2 episodi (1968-1969)
- La casa nella prateria (Little House on the Prairie) – serie TV, episodi 7x05-7x19 (1980-1981)

## Doppiatori italiani
Nelle versioni in italiano delle opere in cui ha recitato, Dub Taylor è stato doppiato da:
- Vinicio Sofia in A casa dopo l'uragano, Vento caldo
- Bruno Persa in La dolce ala della giovinezza, La carovana dell'alleluia
- Mario Mastria in Sulla strada del mito, Ride a North Bound Horse
- Gualtiero De Angelis in L'eterna illusione
- Gino Baghetti in Ultima notte a Cottonwood
- Roberto Villa ne Il mucchio selvaggio
- Carlo Romano in Getaway!
- Giuseppe Fortis in Ballata macabra
- Sergio Fiorentini ne Il tesoro di Matecumbe
- Manlio Guardabassi ne La casa nella prateria (ep. 6x23-6x24, 7x05)
- Dario De Grassi ne La casa nella prateria (ep. 7x19)
- Mario Milita in Ritorno al futuro - Parte III